# Dimitrie Anghel

Casa memorială „Dimitrie Anghel” de la Cornești
într-o fotografie de epocă

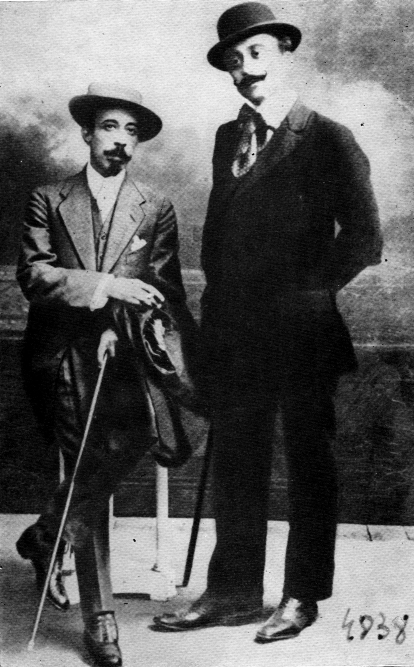
Stefan Octavian Iosif si Dimitrie Anghel

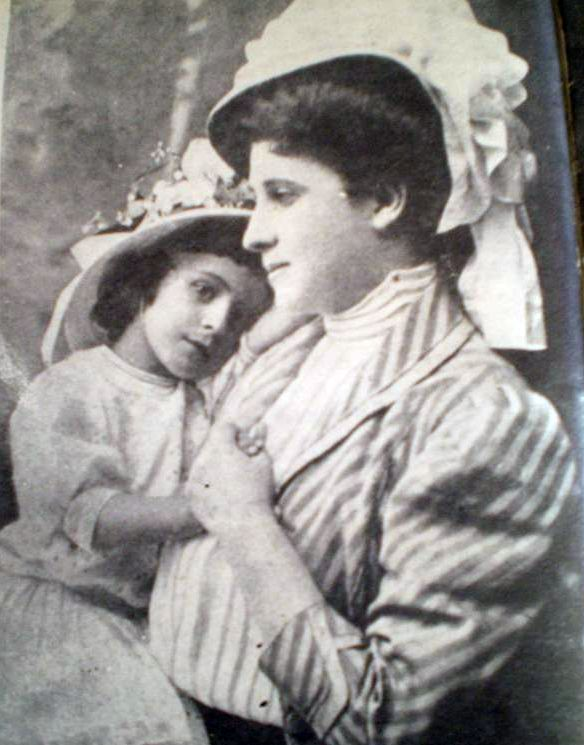
Poeta Natalia Negru cu fiica sa, mai întâi soție a lui Șt.O.losif., apoi partenera de viață a lui Dimitrie Anghel

Dimitrie Anghel (n. 16 iulie 1872, Cornești, România – d. 13 noiembrie 1914, Iași, România) a fost un poet, prozator, reprezentant al simbolismului român.  

## Biografie
Dimitrie Anghel s-a născut la Cornești, aproape de Iași, unde se afla moșia și conacul familiei. A fost fiul lui Dimitrie Anghel, proprietar de pământuri, și al Erifilei Anghel, grecoaică din insula Antigoni ,născută Leatris. A urmat școala primară în strada Armenească, din Iași, la „școala lui Caracaș”, e înscris apoi, ca intern, la Institutele Unite (școală ce s-a bucurat de o mare renume în orașul Iași), pe care o va părăsi odată cu moartea tatălui, în anul 1888. În anul următor, 1888–89, se mută la gimnaziul „Alexandru cel Bun“. Un conflict cu profesorul de franceză Al. Bădărău îl face să părăsească studiile în cursul anului.
A călătorit în Italia, Franța, unde a studiat literatura la Sorbona, Elveția și Spania, revenind în țară în 1902. A fost funcționar în Dobrogea (1906–1907), referent la Casa Școalelor și inspector al Ministerului Cultelor și Instrucțiunii Publice (din 1911) .
Dimitrie Anghel a debutat cu poezii în revista Contemporanul (1890), colaborând apoi, cu poezie și publicistică, la „Adevărul”, „Adevărul literar și artistic”, „Lumea nouă”, „Literatură și artă română”, „Pagini literare”, „Viața românească” etc. A făcut parte din redacția și din comitetul de direcție al revistei „Sămănătorul” (1906 - 1908). A editat revista „Cumpăna”, împreună cu Mihail Sadoveanu, Ștefan Octavian Iosif și Ilarie Chendi (1909 - 1910).
La 3 noiembrie 1911, Dimitrie Anghel se căsătorește cu Natalia Negru, mai întâi soție a lui Șt.O.losif.
După o neînțelegere între cei doi, Natalia Negru îl acuză pentru a doua oară pe Dimitrie Anghel de infidelitate în 1914. Încercând să plece, acesta o amenință cu un revolver cu care chiar trage spre rama de metal a patului. Glontele ricoșează și o rănește ușor pe Natalia care se prăbușește de spaimă. Crezând că a omorât-o, Dimitrie Anghel se împușcă singur în piept. Rana provocată va duce ulterior la septicemie, cauza morții sale din 13 noiembrie 1914. 

## Opera literară
A debutat editorial cu Traduceri din Paul Verlaine în 1903. În 1905 a publicat volumul de versuri În grădină, urmat, în 1909, de Fantazii. Între timp au apărut operele scrise de D. Anghel în colaborare cu Ștefan O. Iosif: Legenda funigeilor (poem dramatic, 1907), Cometa (comedie, 1908, 1912), Caleidoscopul lui A. Mirea (1908), Carmen saeculare (poem istoric, 1909), iar în 1910, Cireșul lui Lucullus (proză). A mai scris și alte volume de proză, între care amintim doar câteva: Povestea celor necăjiți (1911), Fantome (1911), Oglinda fermecată (1912), Triumful vieții(1912), Steluța. 
Dimitrie Anghel este unul dintre cei mai importanți reprezentanți ai simbolismului în literatura română. El cultivă mediul naturii artificiale, umanizate, al grădinilor și procedeul sinesteziilor. Este un contemplativ, un visător, care aduce în poezie tema călătoriilor, a evaziunii, motivul boemei și imagini ale peisajului marin. Simbolismul se îmbină în poezia lui cu notele romantice.
Proza sa vădește înzestrare picturală, eleganță a stilului și vervă polemică.

## Aprecieri critice
„Fantezismul poetului este în bună parte o închinare către feerie, moștenită de la Eminescu, comună epocii și întărită prin anume urmări ale romantismului și parnasianismului din Occident. Puțină, impopulară, proza lui D. Anghel este excepțională și revoluționară. Fără ea nu s-ar înțelege proza de mai târziu a lui T. Arghezi care perfecționează și sistematizează maniera angheliană.”—G. Călinescu
„Din înregistrator pasiv al unor stări de conștiință predominate de afect, se transformă într-un fantezist lucid și intelectualizat. Dintre toți memorialiștii noștri, nici unul n-a stăpânit ca Anghel potențialul emotiv de natură muzicală și talentul de a comunica emoția, prin evocarea umbrelor omenești și a lucrurilor care le-au făcut în viață ambianța naturală.”—Ș. Cioculescu
„Anghel a reușit să-și contureze o personalitate artistică proprie, bine diferențiată, care n-a urmărit și nici n-a realizat un anumit tipar artistic tributar unui curent sau școală literară. Poezia lui a asimilat creator lirismul eminescian, topit într-o formulă proprie în care s-au absorbit, pierzându-și identitatea, aluviuni romantice, parnasiene și simboliste. După Eminescu și Macedonski, înainte de Arghezi și Blaga, D. Anghel s-a afirmat ca un poet original, dând expresie artistică unei structuri sufletești complexe, moderne. Poet al florilor, al dragostei și al mării, el se remarcă prin sensibilitate delicată, fantezie sclipitoare, rafinament intelectual și muzicalitate.”—M. Dragomirescu